# Nachrücker-Urteil
Das Nachrücker-Urteil bezeichnet einen Beschluss des Bundesverfassungsgerichts (2 BvC 28/96) vom 26. Februar 1998, in welchem die bis dahin langjährige Praxis des Nachrückens eines Abgeordneten in ein nicht ausgeglichenes Überhangmandat ausgeschlossen wurde. Für den konkret beklagten Fall wurde aber bis zum baldigen Ablauf der Legislaturperiode eine Ausnahme (für den Nachrücker Franz Romer) zugelassen.
So gilt weiterhin, dass ein ausgeschiedener Abgeordneter, der über die Landesliste gewählt worden war, durch einen Nachrücker von derselben Liste ersetzt wird. Die seinerzeit nicht zum Zuge gekommenen Listenbewerber fungieren so als Ersatzleute. Das Verfassungsgericht kritisierte, dass auch Wahlkreisabgeordnete beim Ausscheiden mithilfe der Landesliste ersetzt werden. Das Bundeswahlgesetz habe sich nämlich gegen die Mitwahl eines Ersatzkandidaten im Wahlkreis entschieden, und überhaupt sei es die Absicht, dass der Wahlkreiskandidat als unmittelbar gewählte Person die Wähler vertrete. Er sei mit der Erststimme, nicht mit der Zweitstimme gewählt worden. Dennoch sei das Nachrücken über die Liste insofern vertretbar, als das Zweitstimmenergebnis die Gesamtzahl der Abgeordneten für eine Partei bestimme. Und hätte die Partei das Direktmandat des Wahlkreises nicht errungen, so hätte sie sowieso ein Listenmandat mehr bekommen. Überhangmandate hingegen haben kein Listenmandat verdrängt, daher könne diese Regelung nicht für sie gelten.
Da es im Falle eines Ausgleichsmandates nur zwei Möglichkeiten gäbe, das Verhältnis nach dem Ausscheiden eines Überhangmandates rechnerisch wieder auszugleichen, nämlich entweder das Ausgleichsmandat auszuschließen oder in das Überhangmandat nachrücken zu lassen und ein Ausschluss eines Abgeordneten in diesem Falle gesetzlich nicht zulässig ist, wird dann wie bei einem Listenmandat auch in ein Überhangmandat nachgerückt.

## Brandenburg
Im  Bundesland Brandenburg wurde ein entsprechendes Urteil (VfGBbg 19/00) gefällt. Hier durfte nicht in das Mandat der ausgeschiedenen Regine Hildebrandt nachgerückt werden, so dass die Abgeordnete Angelika Thiel-Vigh ihr bereits eingenommenes Landtagsmandat wieder verlor.